# Aspilota venatrix
Aspilota venatrix är en stekelart som beskrevs av Sergey A. Belokobylskij 2007. Aspilota venatrix ingår i släktet Aspilota och familjen bracksteklar. Inga underarter finns listade.